# کریس براون (دونده)
کریس براون (انگلیسی: Chris Brown؛ زادهٔ ۱۵ اکتبر ۱۹۷۸) یک دونده اهل باهاما است.
وی در مسابقات بین‌المللی در مجموع برندهٔ ۷ مدال طلا، ۷ مدال نقره، ۱۰ مدال برنز شده‌است.